# Borotou
Borotou est une localité située au nord-ouest de la Côte d'Ivoire, et appartenant au Département de Koro, dans la Région du Bafing. La localité de Borotou est un chef-lieu de commune.